# Hayedos de la península ibérica

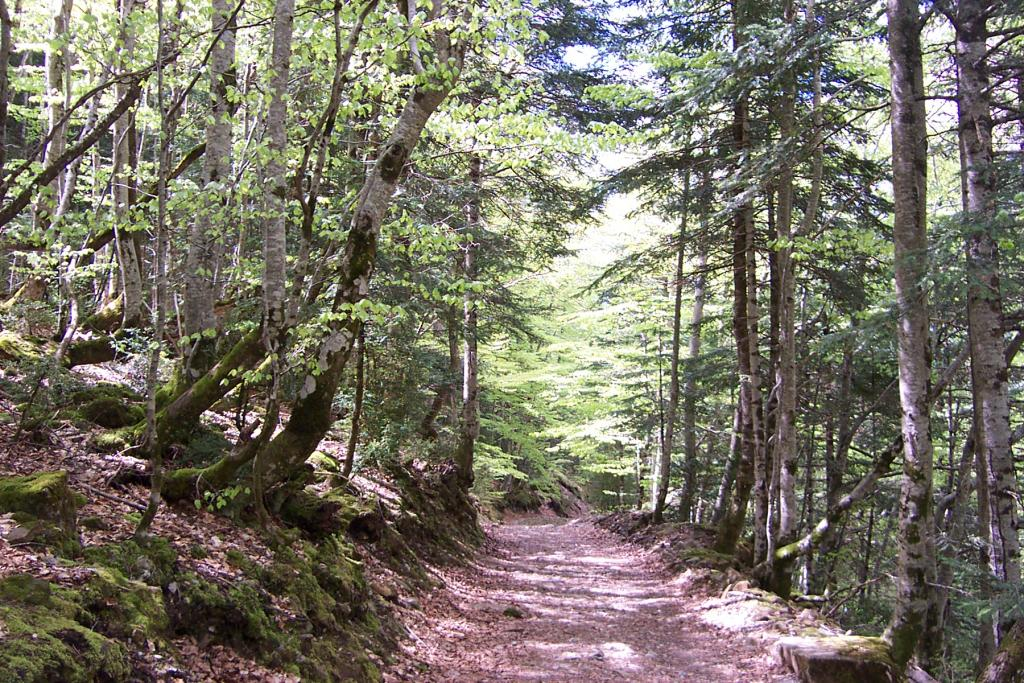
Bosque de hayas.

Son los típicos bosques atlánticos que caracterizan el piso montano de la región eurosiberiana ibérica; se sitúan entre los 800 a 1500 m s. n. m., en suelos frescos y más o menos ricos, tanto calizos como silicios, si bien suelen estar casi siempre acidificados por el intenso lavado. El haya es un árbol que proyecta una sombra muy profunda, de forma que en sus formaciones tupidas quedan excluidas, en la mayoría de los casos, otras especies leñosas e incluso herbáceas. Su sotobosque por ello es muy pobre.
A pesar de su carácter atlántico, estos bosques penetran hasta el centro de la península, llegando al Moncayo; los hayedos más meridionales de la península; la Tejera negra en Somosierra-Ayllón y Montejo de la Sierra, este último en la provincia de Madrid. Refugiados en vaguadas y umbrías, donde encuentran condiciones favorables, su recuperación y repoblación al ser desforestados es muy difícil y son desplazados por el melojo. Cabe hacer mención especial a la Selva de Irati, en el pirineo navarro, uno de los más importantes bosques de hayedo-abetal existentes en Europa, con una superficie aproximada de 17 000 ha.
- Datos: Q17633600